# Kakaki
Il kakaki è uno strumento musicale a fiato africano, legato alla tradizione del popolo Hausa e diffuso soprattutto nei paesi dell'area del fiume Niger. È chiamato kakaki in Ciad, Burkina Faso, Niger e Nigeria, waza in Ciad e in Sudan, malakat in Etiopia.
Il kakaki è una sorta di tromba di 3 o 4 m di lunghezza, composta da due parti l'una incastrata nell'altra, con l'aggiunta di alcune campanelle appese alla struttura principale. Originariamente legato alla cavalleria dell'impero Songhai, nella tradizione hausa veniva usato per celebrare eventi ufficiali, come l'arrivo di alti dignitari o sultani, o nelle cerimonie sara.